# Jüdischer Friedhof Bausendorf
Der jüdische Friedhof Bausendorf ist ein Friedhof in der Ortsgemeinde Bausendorf im Landkreis Bernkastel-Wittlich in Rheinland-Pfalz.
Der jüdische Friedhof liegt nordöstlich des Ortes an der B 421.
Auf dem von einer Hecke umgebenen Friedhof, der vermutlich erst gegen Ende des 19. Jahrhunderts angelegt wurde, befinden sich 15 Grabsteine. Bei den meisten fehlt die Inschriftentafel. Die noch lesbaren Steine zeigen Jahreszahlen von 1914 bis 1926. In der NS-Zeit und in den Jahren 1950 und 2004 wurde der Friedhof geschändet.